# 勘当の鬼

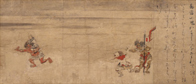
紙本著色地獄草紙断簡 勘当の鬼

勘当の鬼（かんどうのおに）は、12世紀後半（平安時代末-鎌倉時代初頭頃）の絵巻。作者未詳。松永家旧蔵品、現在は福岡市美術館に所蔵されている。重要文化財。
絵巻物の断簡であり、「勘当の鬼」という呼称は残存している詞書部分からのものである。紙本著色地獄草紙とされており、『地獄草紙』（東京国立博物館蔵）ならびに『辟邪絵』と詞書の筆者が同一人物ではないかと見られている。もとは同じ絵巻物の一部であっただろう別の断簡（伝寂蓮筆）の放射性炭素年代測定結果も、12世紀後半から13世紀前半の年代を示している。

## 内容
天邪鬼が毘沙門天に仕えていたが勘当され忉利天を追放される。そこを、天竺で寺を同じく追放された僧侶と出会う。彼を肩に乗せて歩くと人々に浮遊して見え尊崇される。しかし、夜叉神に露見し鬼は僧を見捨て逃亡する。